# Teoria di stringa bosonica
La teoria di stringa bosonica è la versione originale della teoria delle stringhe sviluppata alla fine degli anni 60 del XX secolo.
All'inizio degli anni '70, con la scoperta della supersimmetria, fu sviluppata la nuova versione della teoria detta teoria delle superstringhe, che da allora è il nuovo riferimento, lasciando alla teoria di stringa bosonica solo il posto di modello di approccio alla teoria delle stringhe.

## Formulazione matematica
Questo paragrafo segue la trattazione delle lezioni del fisico David Tong.

### Azione di Nambu-Goto
L'azione di Nambu-Goto, introdotta negli anni 1970 da Yōichirō Nambu e Tetsuo Gotō, è la più semplice azione della teoria delle stringhe; descrive una teoria di stringa bosonica (senza fermioni). Tuttavia, poiché la quantizzazione del cono di luce dell'azione di Nambu-Goto non è manifestamente covariante, è più conveniente usare l'azione di Polyakov che più complicata ma equivalente. Una particella puntiforme che si muove nello spazio-tempo descrive una curva unidimensionale, chiamata anche linea di universo, o wordline in inglese. L'azione per una particella puntiforme relativistica è 
{\displaystyle S=-m\int \mathrm {d} s=-m\int {\sqrt {-\eta _{\mu \nu }\mathrm {\mathrm {d} } X^{\mu }\,\mathrm {d} X^{\nu }}}=-m\int {\sqrt {-\eta _{\mu \nu }{\tfrac {\mathrm {d} X^{\mu }}{\mathrm {d} \tau }}\,{\tfrac {\mathrm {d} X^{\nu }}{\mathrm {d} \tau }}}}\mathrm {d} \tau }
(dove il segno per il termine sotto il segno della radice è scelto in modo che il termine sotto la radice sia positivo per linee di universo di tipo tempo).
Analogamente, una stringa unidimensionale che si muove nello spazio-tempo descrive una superficie di universo bidimensionale, detta worldsheet. La superficie del mondo di una stringa è descritta da una parametrizzazione {\displaystyle X^{\mu }(\tau ,\sigma )} dove {\displaystyle \mu =0,1,2,\dots ,d}, mentre {\displaystyle -\infty <\tau <\infty } può essere interpretato come il parametro temporale e {\displaystyle 0\leqslant \sigma \leqslant \sigma _{m}} parametrizza la stringa. Per le stringhe chiuse vale la condizione {\displaystyle X^{\mu }(\tau ,\sigma )=X^{\mu }(\tau ,\sigma +2\pi )}. Si definiscano i vettori tangenziali alla worldsheet {\displaystyle \mathrm {d} v_{1}^{\mu }={\tfrac {\partial X^{\mu }}{\partial \tau }}\mathrm {d} \tau } e {\displaystyle \mathrm {d} v_{2}^{\mu }={\tfrac {\partial X^{\mu }}{\partial \sigma }}\mathrm {d} \sigma }. Per descrivere la worldsheet, si può partire dalla nota formula per una superficie euclidea:
{\displaystyle {\begin{aligned}\mathrm {d} A&=|\mathrm {d} v_{1}||\mathrm {d} v_{2}||{\sin \phi }|=|\mathrm {d} v_{1}||\mathrm {d} v_{2}|{\sqrt {1-\cos ^{2}\phi }}={\sqrt {|\mathrm {d} v_{1}|^{2}|\mathrm {d} v_{2}|^{2}-|\mathrm {d} v_{1}|^{2}|\mathrm {d} v_{2}|^{2}\cos ^{2}\phi }}\\&={\sqrt {\left(\mathrm {d} v_{1}\cdot \mathrm {d} v_{1}\right)\left(\mathrm {d} v_{2}\cdot \mathrm {d} v_{2}\right)-\left(\mathrm {d} v_{1}\cdot \mathrm {d} v_{2}\right)^{2}}}\end{aligned}}}
Poiché il radicando è negativo nel caso delle stringhe, il segno deve essere cambiato semplicemente scambiando i termini; se ora si inseriscono i vettori tangenziali, questo porta a
{\displaystyle A=\int \mathrm {d} \tau \mathrm {d} \sigma {\sqrt {\left({\frac {\partial X^{\mu }}{\partial \tau }}{\frac {\partial X^{\mu }}{\partial \sigma }}\right)^{2}-\left({\frac {\partial X^{\mu }}{\partial \tau }}\right)^{2}\left({\frac {\partial X^{\mu }}{\partial \sigma }}\right)^{2}}}=\int \mathrm {d} \tau \mathrm {d} \sigma {\sqrt {-\det \left({\frac {\partial X^{\mu }}{\partial \sigma _{1}}}{\frac {\partial X^{\nu }}{\partial \sigma _{2}}}\eta _{\mu \nu }\right)}}}
dove {\displaystyle \eta _{\mu \nu }} è il tensore metrico.
Dopo aver moltiplicato per unità appropriate al fine di rendere il funzionale compatibile con un'azione, si ottiene l'azione di Nambu-Goto per stringhe relativistiche chiuse e aperte in uno spaziotempo {\displaystyle d}-dimensionale:
{\displaystyle S=-{\frac {T_{s}}{c}}\int _{\tau _{i}}^{\tau _{f}}\mathrm {d} \tau \int _{0}^{\sigma _{m}}\mathrm {d} \sigma {\sqrt {({\dot {X}}\cdot X')^{2}-{\dot {X}}^{2}X'^{2}}}}
dove {\displaystyle c} è la velocità della luce e {\displaystyle T_{s}} è la tensione della stringa. Inoltre:
{\displaystyle L({\dot {X^{\mu }}},X^{\mu '})={\sqrt {({\dot {X}}\cdot X')^{2}-{\dot {X}}^{2}X'^{2}}}}
in cui si sono usate le seguenti notazioni:
{\displaystyle {\dot {X}}={\frac {\partial X^{\mu }}{\partial \tau }},\,X'={\frac {\partial X^{\mu }}{\partial \sigma }}}
Da qui si ottengono i momenti coniugati:
{\displaystyle P_{\mu }^{\tau }={\frac {\partial L}{\partial {\dot {X^{\mu }}}}}=-{\frac {T_{s}}{c}}{\frac {({\dot {X}}\cdot X')X'_{\mu }-X'^{2}{\dot {X}}_{\mu }}{\sqrt {({\dot {X}}\cdot X')^{2}-{\dot {X}}^{2}X'^{2}}}}}
{\displaystyle P_{\mu }^{\sigma }={\frac {\partial L}{\partial X^{\mu '}}}=-{\frac {T_{s}}{c}}{\frac {({\dot {X}}\cdot X'){\dot {X}}_{\mu }-({\dot {X}})^{2}X'_{\mu }}{\sqrt {({\dot {X}}\cdot X')^{2}-{\dot {X}}^{2}X'^{2}}}}}
L'azione di Nambu-Goto può essere riscritta in maniera da renderla manifestamente invariante per riparametrizzazioni con {\displaystyle \gamma =\det(\gamma _{\alpha \beta })}, im Detail 
{\displaystyle \gamma _{\alpha \beta }={\begin{pmatrix}{\dot {X}}^{2}&{\dot {X}}X'\\{\dot {X}}X'&X'^{2}\end{pmatrix}}}.
Questo porta a:
{\displaystyle S={\frac {T_{s}}{c}}\int \mathrm {d} \tau \mathrm {d} \sigma {\sqrt {-\gamma }}}
Questa forma dell'azione la rende facilmente generalizzabile a oggetti con più dimensioni delle stringhe, come le D-brane.

### Azione di Polijakov
La radice quadrata nell'azione di Nambu-Goto rende più complicata la quantizzazione. Le difficoltà si risolvono passando all'azione di Polijakov:
{\displaystyle S_{\sigma }=-{\frac {T}{2}}\int \mathrm {d} ^{2}\sigma \ {\sqrt {-h}}h^{\alpha \beta }\partial _{\alpha }X\cdot \partial _{\beta }X},
dove {\displaystyle h_{\alpha \beta }(\sigma ,\tau )} è una metrica dinamica sulla worldsheet ({\displaystyle \mathrm {d} ^{2}\sigma =\mathrm {d} \sigma \mathrm {d} \tau }). L'invarianza per riparametrizzazioni e l'invarianza di scala (propriamente l'invarianza di Weyl) permettono di scrivere tale metrica come la metrica di Minkowski:
{\displaystyle h_{\alpha \beta }={\begin{pmatrix}-1&0\\0&1\end{pmatrix}}}
per cui l'azione si semplifica e prende la forma:
{\displaystyle S={\frac {T}{2}}\int \mathrm {d} ^{2}\sigma \left({\dot {X}}^{2}-X'^{2}\right)}

#### Simmetrie dell'azione di Polijakov
Si osserva che l'azione di Polijakov è invariante rispetto alle seguenti trasformazioni:
- Trasformazioni di Poincaré: una simmetria globale che agisce sulle coordinate della worldsheet come {\displaystyle \delta X^{\mu }=a_{\nu }^{\mu }X^{\nu }+b^{\mu }} con {\displaystyle \delta h^{\alpha \beta }=0}.
- Riparametrizzazioni: L'azione di Polyakov è classicamente equivalente all'azione di Nambu-Goto, quindi anche localmente invariante per riparametrizzazioni del tipo {\displaystyle \sigma ^{\alpha }\mapsto f^{\alpha }(\sigma )=\sigma '^{\alpha }} e {\displaystyle h_{\alpha \beta }(\sigma )={\tfrac {\partial f^{\gamma }}{\partial \sigma ^{\alpha }}}{\tfrac {\partial f^{\delta }}{\partial \sigma ^{\beta }}}h_{\gamma \delta }(\sigma ')}.
- Trasformazioni di Weyl: trasformazioni locali della metrica per un fattore di scala: {\displaystyle h_{\alpha \beta }\mapsto e^{\phi (\sigma ,\tau )}h_{\alpha \beta }} mentre le coordinate non variano: {\displaystyle \delta X^{\mu }=0}.

#### Equazione del moto e condizioni al contorno
Supponendo che il moto avvenga nello spaziotempo piatto di Minkowski, le equazioni del moto dell'azione di Polyakov sono un'equazione delle onde {\displaystyle \partial _{\alpha }\partial ^{\alpha }X^{\mu }=0} per le coordinate {\displaystyle X^{\mu }}, mentre il vincolo per la metrica {\displaystyle h_{\alpha \beta }} è l'annullamento del tensore energia-impulso.
Per una stringa chiusa si applicano ora le condizioni periodiche al contorno
{\displaystyle X^{\mu }(\sigma ,\tau )=X^{\mu }(\sigma +\pi ,\tau )}.
Per una stringa aperta si possono applicare le condizioni al contorno di Neumann, che lasciano gli estremi della stringa liberi di muoversi:
{\displaystyle X'_{\mu }=0} per {\displaystyle \sigma =0,\pi },
per una stringa aperta con le condizioni al contorno di Dirichlet, invece, i punti estremi sono fissati:
{\displaystyle X^{\mu }|_{\sigma =0}=X_{0}^{\mu }} e {\displaystyle X^{\mu }|_{\sigma =\pi }=X_{\pi }^{\mu }}.

#### Soluzione dell'equazione del moto
Per trovare le soluzioni delle equazioni del moto, è adatta una formulazione in coordinate del cono-luce, ovvero:
{\displaystyle \sigma ^{\pm }=\tau \pm \sigma }
che porta alla seguente equazione delle onde:
{\displaystyle \partial _{+}\partial _{-}X^{\mu }=0}.
dove si sono definite le derivate
{\displaystyle \partial _{\pm }={\frac {1}{2}}(\partial _{\tau }\pm \partial _{\sigma })}

##### Stringa chiusa
La soluzione generale dell'equazione d'onda per stringhe chiuse con condizioni al contorno periodiche è data da
{\displaystyle X_{R}^{\mu }={\frac {1}{2}}x^{\mu }+{\frac {1}{2}}l_{s}^{2}p^{\mu }(\tau -\sigma )+{\frac {i}{2}}l_{s}\sum _{n\neq 0}{\frac {1}{n}}\alpha _{n}^{\mu }e^{-2in(\tau -\sigma )}}
{\displaystyle X_{L}^{\mu }={\frac {1}{2}}x^{\mu }+{\frac {1}{2}}l_{s}^{2}p^{\mu }(\tau +\sigma )+{\frac {i}{2}}l_{s}\sum _{n\neq 0}{\frac {1}{n}}{\tilde {\alpha }}_{n}^{\mu }e^{-2in(\tau +\sigma )}},
dove si è usato il parametro {\displaystyle l_{s}=\alpha '} in luogo di {\displaystyle T={\tfrac {1}{2\pi \alpha '}}} per semplicità. La coordinata {\displaystyle X_{R}^{\mu }} è detta right-moving mentre {\displaystyle X_{L}^{\mu }} è detta left-moving.

##### Stringa aperta
La soluzione generale dell'equazione d'onda per stringhe aperte con condizioni al contorno di Neumann è data da
{\displaystyle X_{L}^{\mu }={\frac {1}{2}}x^{\mu }+{\frac {1}{2}}l_{s}^{2}p^{\mu }\tau +il_{s}\sum _{m\neq 0}{\frac {1}{m}}\alpha _{m}^{\mu }e^{im\tau }\cos(m\sigma )}.
dove {\displaystyle x^{\mu }} e {\displaystyle p^{\mu }} sono rispettivamente la posizione e l'impulso del centro di massa della stringa; i vari termini esponenziali descrivono gli stati eccitati.
solo il posto di modello di approccio alla teoria delle stringhe.

## Problemi
Sebbene abbia molte caratteristiche attraenti, la teoria di stringa bosonica ha un paio di caratteristiche che la rendono inadeguata come modello fisico.
Prima di tutto predice solo l'esistenza dei bosoni, mentre le particelle fisiche sono per lo più fermioni. In secondo luogo predice l'esistenza di particelle con massa immaginaria chiamate tachioni, che dovrebbero viaggiare più velocemente della luce, in conflitto con la fisica che conosciamo. Tra l'altro queste particelle non sono mai state osservate.
In generale la teoria di stringa bosonica mostra inconsistenze dovute anche a un'anomalia conforme, che tuttavia uno spaziotempo a 26 dimensioni, 25 spaziali e una temporale cancellerebbe. Si può anche dire che la teoria di stringa bosonica preveda stati fantasma di particelle. Nello spazio a 26 dimensioni questi particolari stati non hanno alcuna interazione con gli altri stati e pertanto possono essere ignorati rendendo consistente la teoria.
Questa alta dimensionalità non comporta problemi per la teoria bosonica, perché può essere formulata in modo tale che lo spaziotempo si arrotoli lungo le 22 dimensioni extra, formando una struttura toroidale, che lascerebbe visibili solo le familiari quattro dimensioni dello spaziotempo.

### Testi divulgativi
- Particelle,stringhe e altro di Warren Siegel, Di Renzo Editore (2008), ISBN 88-8323-204-6.
- L'Universo Elegante di Brian Greene, Einaudi (2000), ISBN 88-06-15523-7.
- La Trama del Cosmo di Brian Greene, Einaudi (2004), ISBN 88-06-18091-6
- La Materia-Specchio di Robert Foot, Macro Edizioni (2005) ISBN 88-7507-448-8
- Un Universo Diverso di Robert Laughlin, Codice Edizioni (2006) ISBN 88-7578-033-1
- Il Cervello Quantico di Jeffrey Satinover, Macro Edizioni (2002) ISBN 88-7507-408-9
- Il Giardino delle Particelle di Gordon Kane, Tea Edizioni (1997) ISBN 88-502-0125-7
- Il Paesaggio Cosmico: Dalla teoria delle stringhe al megaverso di Leonard Susskind, Adelphi (2006), ISBN 88-459-2153-0
- Neanche sbagliata. Il fallimento della teoria delle stringhe e la corsa all'unificazione delle leggi della fisica. di Peter Woit, Codice Edizioni, (2007) ISBN 88-7578-072-2

### Manuali
- Michael Green, John Schwarz and Edward Witten, Superstring theory, Cambridge University Press (1987). Il libro di testo originale.
  - Vol. 1: Introduction, ISBN 0-521-35752-7.
  - Vol. 2: Loop amplitudes, anomalies and phenomenology, ISBN 0-521-35753-5.
- Johnson, Clifford, D-branes, Cambridge University Press (2003). ISBN 0-521-80912-6.
- Joseph Polchinski, String Theory, Cambridge University Press (1998). Un testo moderno.
  - Vol. 1: An introduction to the bosonic string, ISBN 0-521-63303-6.
  - Vol. 2: Superstring theory and beyond, ISBN 0-521-63304-4.
- Zwiebach, Barton.  A First Course in String Theory.  Cambridge University Press (2004).  ISBN 0-521-83143-1.  Sono disponibili correzioni  online.